# یواس‌اس رز (۱۸۶۳)
یواس‌اس رز (۱۸۶۳) (به انگلیسی: USS Rose (1863)) یک کشتی بود که طول آن ۸۴ فوت (۲۶ متر) بود. این کشتی در سال ۱۸۶۳ ساخته شد.